# Old Coast Road

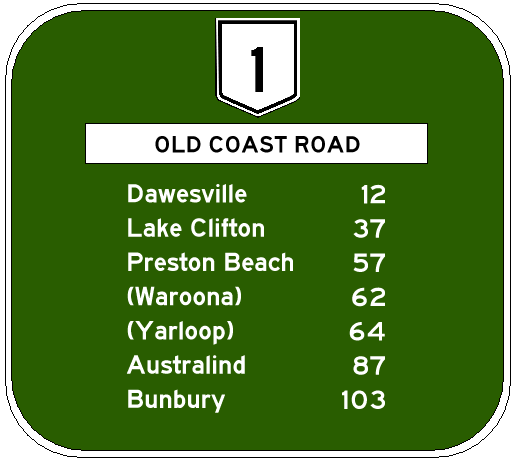
Orte an der Old Coast Road mit Entfernungen von Mandurah

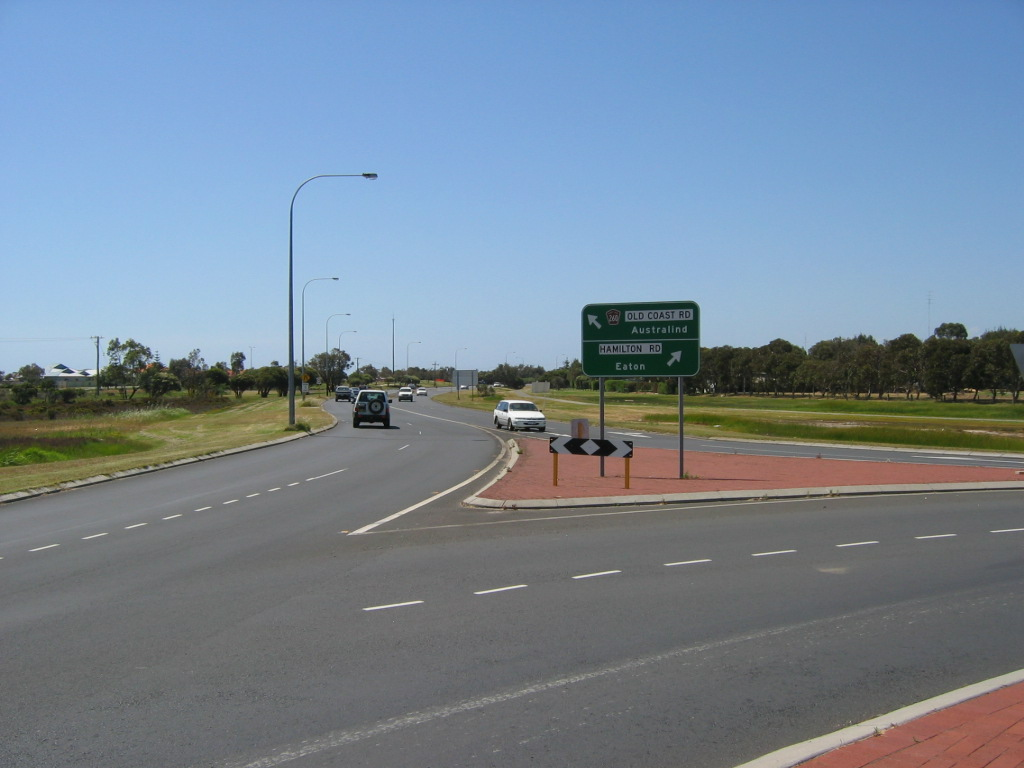
Old Coast Road in Pelican Point

Die Old Coast Road ist eine Fernverkehrsstraße im Südwesten des australischen Bundesstaates Western Australia. Sie verbindet die Pinjarra Road und die Küstenstraße nach Perth in Western Australias zweitgrößter Stadt Mandurah, 75 km südlich von Perth, mit dem South Western Highway in Bunbury, Western Australias drittgrößter Stadt.

## Geschichte
In den 1850er-Jahren wurde die erste Straße auf dieser Route von Sträflingen durch Lake Clifton angelegt. Fast auf ihrer ganzen Strecke lief die Straße durch dicht bewaldetes Kalksteinland von geringem Wert für die Landwirtschaft. Der erste europäische Siedler in dieser Gegend war John Fouracre, der dort 1852 sein Wohnhaus und 1854 ein Gasthaus und eine Pferdewechselstation in der Wellington Location 205 errichtete. Wegen der schlechten Böden siedelten sich anfangs nur wenige Neusiedler an, aber mit zunehmenden Möglichkeiten der Bodenverbesserung, wie z. B. der Phosphatdüngung, wurden diese dort angewandt.
Nach dem Zweiten Weltkrieg stieg der Bedarf an Wohnhäusern in der Gegend um Myalup und Binningup. Damals war der South Western Highway durch Armadale, Pinjarra und Harvey, etwa 20–30 km weiter östlich, als Route 1 (R1) ausgezeichnet und über sie lief ein Großteil des Verkehrs von Perth nach Bunbury. Den Namen 'Old Coast Highway' erhielt die Straße offiziell am 27. Januar 1959.
In den 1950er-Jahren wurde Kwinana zur wichtigsten Schwerindustrieregion Western Australias entwickelt und ab den 1960er-Jahren wurden aus den kleinen Dörfern Rockingham und Mandurah, die früher nur von Feriengästen und Rentnern bewohnt waren, schnell wachsende Wohngebiete. 2001 hatten Rockingham, Mandurah und Bunbury jeweils über 50.000 Einwohner, während Perth auf dem Weg zur 1,5-Millionen-Einwohner-Stadt war. Gleichzeitig wurde die Region South West als Ziel für Touristen immer beliebter, weil die Zunahme der Flugreisen sie dem Rest Australiens und der übrigen Welt näher brachten.
Die Old Coast Road war genau, was ihr Name aussagt: eine alte, zweispurige Küstenstraße, die, ebenso wenig wie das Stadtzentrum von Mandurah auf die neuen Verhältnisse vorbereitet war.
1983 wurde die Australian Labor Party unter Brian Burke erstmals seit über 10 Jahren mit einer Entwicklungsplattform für das Wachstum von Regionalzentren und Anpassung der entsprechenden Infrastruktur ins Amt gewählt. Damals begann die Old Coast Road an der Pinjarra Road am westlichen Ende der Mandurah Bridge, anschließend ans Stadtzentrum, und war eine zweispurige Straße durch die südlichen Vororte der Stadt und weiter nach Bunbury. Es gab weder die Mary Street noch das Kanalgelände und die Leighton Road war eine kleine Straße in den nördlichen Teil von Halls Head.
1987 wurde die Mandurah Road als Umgehung der östlichen und südöstlichen Stadtviertel von Mandurah fertiggestellt. Sie umging Halls Head, die Mandurah Bridge und das Stadtzentrum und leitete den Verkehr auf die alte Fremantle Road in Silver Sands (damals 'Mandurah Road' genannt) und weiter auf die Umgehung von Rockingham, die Ennis Avenue, die Ende der 1970er-Jahre als kleine Ortsverbindungsstraße entstand und später ausgebaut wurde. 1988 wurde Rockingham zur Stadt erhoben und 1990 Mandurah.
Am anderen Ende der Straße wuchs Bunbury ebenfalls. In den Jahren 1988 und 1989 siedelten sich nach der Erweiterung des Hafens eine Reihe von Industriebetrieben, z. B. eine Titanoxidfabrik und eine Siliziumschmelze in Kemerton, direkt an der Old Coast Road bei Australind an. Im Laufe der 1980er-Jahre nahm die Wohnbebauung in Eaton und Australind zu. Der Bunbury Tower entstand 1986 und staatliche Behörden wurden dort etabliert. 2001 war die Einwohnerzahl von Australind auf 5.900 gewachsen. Ende der 1990er-Jahre baute man die Umgehungsstraße von Australind, um Verkehr von der Old Coast Road abzuleiten.
Der nächste Schritt bestand in der Verlängerung des Kwinana Freeway (S2) von seinem früheren Ende an der Safety Bay Road in Baldivis bis zur Pinjarra Road und im Bau de Forrest Highway (S2) von der Pinjarra Road zur Old Coast Road in Lake Clifton. Am 20. September 2009 wurden diese Straßenverbindungen eröffnet.
Teile der Old Coast Road gelten als besonders unfallträchtig. Daten von Main Roads Western Australia nennen 1.560 schwere Unfälle von 1996 bis 2006, wobei 42 Todesfälle zu beklagen waren. Einige Anwohner des 30 km langen, immer noch zweispurigen Bereichs der Straße nennen die Old Coast Road 'Old Ghost Road' (dt.: alte Geisterstraße).

## Verlauf

### In Mandurah
Die Straße beginnt am Kreisverkehr der Mary Street in Halls Head als kleine Ortsverbindungsstraße für das Kanalgelände im Osten von Halls Head. Vor der Bebauung des Kanalgeländes in den Jahren 1986 / 1987 war sie Teil der Hauptroute durch Mandurah nach Perth und führte als Pinjarra Road zur Mandurah Bridge, während die Leighton Road eine kleine Ortsverbindungsstraße im Nordteil von Halls Head war.
Dann biegt die Old Coast Road an der Mandurah Road rechts ab, übernimmt die Bezeichnung R1 und wird vierspurig. Sie führt durch die südlichen Vororte Falcon und Wannanup und überquert den Dawesville Channel auf einer vierspurigen Brücke. Etwa 1 km weiter wird der Highway zur Umgehungsstraße von Dawesville, während die Old Coast Road in eine kleine Ortsverbindungsstraße in Nord-Süd-Richtung abbiegt, die durch die östlichen Teile von Dawesville führt, bevor sie wieder in den Highway einmündet.

### Von Mandurah nach Australind
Der Highway wird wieder zur zweispurigen Straße und führt durch die Orte Bouvard, Herron und Lake Clifton. Diese unfallträchtige Strecke hat der Straße den Spitznamen 'Old Ghost Road' eingebracht. Eine Reihe tödlicher Unfälle zwischen August 2008 und Februar 2009 veranlassten Main Roads Western Australia zur Anpassung der Geschwindigkeitsbeschränkung von 110 km/h auf 100 km/h in beiden Richtungen.
Dann endet die Straße abrupt an einem Kreisverkehr, der den Forrest Highway höhengleich anbindet. Der Forrest Highway führt zurück zur Ode Coast Road, bleibt aber vierspurig. Er passiert die Ausfahrten nach Preston Beach, Myalup und Binningup. Die Landschaft zeigt sich mit Jarrah- und Marriwäldern bewachsen. Daneben gibt es Feuchtgebiete und etwas Farmland, besonders um Myalup.
Kurz nach der Ausfahrt zum Industriegebiet Kemerton folgt die R1 der Ortsumgehung von Australind, während die Old Coast Road am ländlichen Vorort Leschenault vorbei ins Zentrum von Australind führt.

### Von Australind nach Bunbury
Die Straße für ca. 4 km weiter, überquert den Collie River und durchquert die Orte Eaton und Pelican Point. An der Umgehung von Australind im Vorort Glen Iris endet sie ca. 6 km vor dem Stadtzentrum von Bunbury.

## Wichtige Kreuzungen und Anschlüsse
- (in Halls Head) Mandurah Road nach Rockingham und Perth.
- (in Dawesville) Ortsumgehung von Dawesville (beide enden)
- (in Herron) Old Bunbury Road nach Pinjarra
- (in Lake Clifton) Forrest Highway nach South Yunderup und Perth
- (in Myalup) Forestry Road/Uduc Road nach Harvey
- (in Binningup) Binningup Road nach Binningup
- (in Leschenault) Wellesley Road, Treasure Road und Marriott Road nach Kemerton und Brunswick Junction
- (in Leschenault) Ortsumgehung von Australind nach Bunbury
- (in Australind) Paris Road nach Brunswick Junction, über Clifton Road
- (in Pelican Point) Hamilton Road nach Eaton; Estuary Drive nach Bunbury (Touristenstraße)
- (in Glen Iris) Ortsumgehung von Australind nach Perth